# Jittejutsu
Jittejutsu è l'arte marziale giapponese che studia l'uso in combattimento di un'arma particolare, in forme diverse diffusa anche in Cina, che ha la forma di una verga metallica munita di elsa come una daga, dalla quale partono uno o due solidi uncini. I modelli più antichi sono più grossi e tendono a ricordare un'arma da taglio ma nel periodo Tokugawa divennero più leggeri e nella forma ad un solo uncino furono specialmente utilizzati dai poliziotti. In genere è considerata un'arma utile a contrastare e neutralizzare attacchi di spada. In fonti diverse è chiamata jutte, jitte (soprattutto nell'area di Edo) o jūte (grafia identica: 十手). Alcune scuole di bujutsu ne tramandano l'uso. Un'arma simile fa parte della panoplia dello stile di pugilato tradizionale di Okinawa, il Karate, e prende il nome di Sai.